# Peter Forsberg
Peter Mattias „Foppa“ Forsberg (* 20. července 1973, Örnsköldsvik, Švédsko) je bývalý švédský hráč ledního hokeje, své doby byl považován za jednoho z nejlepších hráčů. Od roku 2011 již aktivně nehraje za žádný klub, svůj poslední zápas odehrál v říjnu, kdy stál se svým týmem proti Detroitu. U příležitosti 100. výročí NHL byl v lednu 2017 vybrán jako jeden ze sta nejlepších hráčů historie ligy.

## Hráčská kariéra

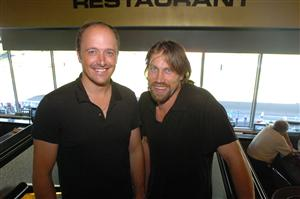
Robert Bergh a Peter Forsberg

Předtím hrál v NHL za kluby Quebec Nordiques a Philadelphia Flyers, hrál v domácí nejvyšší soutěži za MODO Hockey. Hrál s číslem 21. Jeho význačné hráčské přednosti jsou nejen ofensivní, ale i defensivní, nicméně pro četná zranění svému klubu často chyběl. v NHL získal i Hartovu trofej pro nejlepšího hráče sezony 2003.
Proslavil se legendární kličkou proti brankáři Corey Hirschovi ve finále olympijského turnaje s Kanadou v Lillehammeru v roce 1994. Zde při samostatných nájezdech rozhodl zápas kličkou, při které skóroval jednou rukou. Tato klička se stala ikonickou a vyšla ve Švédsku tiskem na poštovních známkách. V roce 2006 získal se svým týmem opět zlato na olympiádě v Turíně. Zařadil se tak mezi hrstku hráčů, kteří získali dvakrát olympijskou trofej a Stanleyův pohár.
Od roku 1996 je členem Triple Gold Clubu, jenž sdružuje hráče, kteří vyhráli všechny tři hlavní hokejové turnaje (Stanley Cup, olympijské hry a mistrovství světa). V roce 1993 a 1994 vyhrál anketu o hokejistu roku ve švédské lize (Zlatý puk). Hokejový tým Colorado Avalanche slavnostně vyřadil z užívání jeho dres s číslem 21 a vyvěsil ho ke stropu haly Pepsi Center na začátku nové sezony 2011/12. Stalo se tak v sobotu 8. října 2011 před začátkem domácího soutěžního utkání s Detroitem. 19. května 2013 byl zvolen do síni slávy IIHF.

## Osobní život
Narodil se 20. července 1973 v Örnsköldsviku ve Švédsku, do rodiny Kenta Forsberga, bývalého hokejového trenéra. S ním také při svých začátcích trénoval, právě otec mu prý byl motivací k lepším výkonům v hokeji. Na konci roku 2010 se Forsberg zasnoubil se Švédkou Nicole Nordin v Paříži. A pak, v červnu 2012, se jim narodilo jejich první dítě, syn Lennox. V září 2014 se narodil druhý společný potomek, dcera Lily. Druhý syn, Diego, se narodil v květnu 2016. Peter Forsberg spolu s rodinou žije od roku 2018 ve Švýcarsku, konkrétně ve městě Zug.

## Klubová statistika
| Sezona                  | Klub                    | Soutěž                  | Základní část  | Základní část  | Základní část  | Základní část  | Základní část  | Základní část  | Play off | Play off | Play off | Play off | Play off | Play off |
| Sezona                  | Klub                    | Soutěž                  | Z              | G              | A              | B              | + / −          | TM             | Z        | G        | A        | B        | + / −    | TM       |
| ----------------------- | ----------------------- | ----------------------- | -------------- | -------------- | -------------- | -------------- | -------------- | -------------- | -------- | -------- | -------- | -------- | -------- | -------- |
| 1989/1990               | Modo Hockey jun.        | SE-jun.                 | 30             | 15             | 12             | 27             | —              | 42             | —        | —        | —        | —        | —        | —        |
| 1989/1990               | MODO Hockey             | SEL                     | 1              | 0              | 1              | 1              | —              | 4              | —        | —        | —        | —        | —        | —        |
| 1990/1991               | Modo Hockey jun.        | SE-jun.                 | 39             | 38             | 64             | 102            | —              | 56             | —        | —        | —        | —        | —        | —        |
| 1990/1991               | Modo Hockey             | SEL                     | 23             | 7              | 10             | 17             | —              | 22             | —        | —        | —        | —        | —        | —        |
| 1991/1992               | Modo Hockey             | SEL                     | 39             | 9              | 18             | 28             | —              | 78             | —        | —        | —        | —        | —        | —        |
| 1992/1993               | Modo Hockey jun.        | SE-jun.                 | 2              | 0              | 3              | 3              | —              | 4              | —        | —        | —        | —        | —        | —        |
| 1992/1993               | Modo Hockey             | SEL                     | 39             | 23             | 24             | 47             | —              | 92             | 3        | 4        | 1        | 5        | —        | 0        |
| 1993/1994               | Modo Hockey             | SEL                     | 39             | 18             | 26             | 44             | —              | 82             | 11       | 9        | 7        | 16       | —        | 14       |
| 1994/1995               | Modo Hockey             | SEL                     | 11             | 5              | 9              | 14             | —              | 20             | —        | —        | —        | —        | —        | —        |
| 1994/1995               | Quebec Nordiques        | NHL                     | 47             | 15             | 35             | 50             | +17            | 16             | 6        | 2        | 4        | 6        | +2       | 4        |
| 1995/1996               | Colorado Avalanche      | NHL                     | 82             | 30             | 86             | 116            | +26            | 47             | 22       | 10       | 11       | 21       | +10      | 18       |
| 1996/1997               | Colorado Avalanche      | NHL                     | 65             | 28             | 58             | 86             | +31            | 73             | 14       | 5        | 12       | 17       | –6       | 10       |
| 1997/1998               | Colorado Avalanche      | NHL                     | 72             | 25             | 66             | 91             | +6             | 94             | 7        | 6        | 5        | 11       | +3       | 12       |
| 1998/1999               | Colorado Avalanche      | NHL                     | 78             | 30             | 67             | 97             | +27            | 108            | 19       | 8        | 16       | 24       | +7       | 31       |
| 1999/2000               | Colorado Avalanche      | NHL                     | 49             | 14             | 37             | 51             | +9             | 52             | 16       | 7        | 8        | 15       | +9       | 12       |
| 2000/2001               | Colorado Avalanche      | NHL                     | 73             | 27             | 62             | 89             | +23            | 54             | 11       | 4        | 10       | 14       | +5       | 6        |
| 2001/2002               | Colorado Avalanche      | NHL                     | Nehrál zraněný | Nehrál zraněný | Nehrál zraněný | Nehrál zraněný | Nehrál zraněný | Nehrál zraněný | 20       | 9        | 18       | 27       | +8       | 20       |
| 2002/2003               | Colorado Avalanche      | NHL                     | 75             | 29             | 77             | 106            | +52            | 70             | 7        | 2        | 6        | 8        | +3       | 6        |
| 2003/2004               | Colorado Avalanche      | NHL                     | 39             | 18             | 37             | 55             | +16            | 30             | 11       | 4        | 7        | 11       | +6       | 12       |
| 2004/2005               | Modo Hockey             | SEL                     | 33             | 13             | 26             | 39             | +14            | 88             | 1        | 0        | 0        | 0        | 0        | 2        |
| 2005/2006               | Philadelphia Flyers     | NHL                     | 60             | 19             | 56             | 75             | +21            | 46             | 6        | 4        | 4        | 8        | +2       | 6        |
| 2006/2007               | Philadelphia Flyers     | NHL                     | 40             | 11             | 29             | 40             | +2             | 72             | —        | —        | —        | —        | —        | —        |
| 2006/2007               | Nashville Predators     | NHL                     | 17             | 2              | 13             | 15             | +5             | 16             | 5        | 2        | 2        | 4        | +2       | 12       |
| 2007/2008               | Colorado Avalanche      | NHL                     | 9              | 1              | 13             | 14             | +7             | 8              | 7        | 1        | 4        | 5        | +3       | 14       |
| 2008/2009               | Modo Hockey             | SEL                     | 3              | 1              | 2              | 3              | +4             | 0              | —        | —        | —        | —        | —        | —        |
| 2009/2010               | Modo Hockey             | SEL                     | 23             | 11             | 19             | 30             | +11            | 66             | —        | —        | —        | —        | —        | —        |
| 2010/2011               | Colorado Avalanche      | NHL                     | 2              | 0              | 0              | 0              | -4             | 4              | —        | —        | —        | —        | —        | —        |
| Celkem v NHL            | Celkem v NHL            | Celkem v NHL            | 708            | 249            | 636            | 885            | +238           | 690            | 151      | 64       | 107      | 171      | +54      | 163      |
| Celkem v SEL            | Celkem v SEL            | Celkem v SEL            | 214            | 88             | 137            | 225            | —              | 452            | 15       | 13       | 8        | 21       | —        | 16       |
| Celkem v SE-jun. junior | Celkem v SE-jun. junior | Celkem v SE-jun. junior | 71             | 53             | 79             | 132            | —              | 102            | —        | —        | —        | —        | —        | —        |
| Konec hokejové kariéry  |                         |                         |                |                |                |                |                |                |          |          |          |          |          |          |

### Reprezentační statistiky
| 1991                      | Švédsko 18                | EJC                       | 6  | 5  | 12 | 17 | 16 |
| 1992                      | Švédsko 20                | MSJ                       | 7  | 3  | 8  | 11 | 30 |
| 1992                      | Švédsko                   | MS                        | 8  | 4  | 2  | 6  | 6  |
| 1993                      | Švédsko                   | MSJ                       | 7  | 7  | 24 | 31 | 8  |
| 1993                      | Švédsko                   | MS                        | 8  | 1  | 1  | 2  | 12 |
| 1994                      | Švédsko                   | OH                        | 8  | 2  | 6  | 8  | 6  |
| 1996                      | Švédsko                   | SP                        | 4  | 1  | 4  | 5  | 6  |
| 1998                      | Švédsko                   | OH                        | 4  | 1  | 4  | 5  | 6  |
| 1998                      | Švédsko                   | MS                        | 7  | 6  | 5  | 11 | 0  |
| 2003                      | Švédsko                   | MS                        | 8  | 4  | 5  | 9  | 6  |
| 2004                      | Švédsko                   | MS                        | 2  | 0  | 1  | 1  | 2  |
| 2004                      | Švédsko                   | SP                        | 4  | 1  | 2  | 3  | 0  |
| 2006                      | Švédsko                   | OH                        | 6  | 0  | 6  | 6  | 0  |
| 2010                      | Švédsko                   | OH                        | 4  | 0  | 1  | 1  | 2  |
| Juniorská kariéra celkově | Juniorská kariéra celkově | Juniorská kariéra celkově | 20 | 15 | 44 | 59 | 54 |
| Seniorská kariéra celkově | Seniorská kariéra celkově | Seniorská kariéra celkově | 63 | 20 | 37 | 57 | 46 |